# Gilberto Muñoz
Gilberto Muñoz Farías (Santiago, Chile, 3 de enero de 1923-ibídem, 18 de diciembre de 1998.) fue un futbolista chileno. Jugó de volante defensivo, siendo el club de toda su vida deportiva Colo-Colo.

## Trayectoria
Nacido y criado en el barrio Estación Central, cerca Fábrica de Gas, donde fueron las pichangas de su barrio su inicio futbolístico.
Llegó a Colo-Colo a los doce años a la tercera infantil, vistiendo la camiseta alba en todas las divisiones hasta llegar al primer equipo. Debutó en 1944 y jugó durante 9 temporadas, hasta 1952.

## Selección nacional
Fue internacional con la Selección de fútbol de Chile en el año 1949,  jugando seis partidos en el Sudamericano de Brasil. 

### Participaciones en Copa América
| Copa                         | Sede   | Resultado     |
| ---------------------------- | ------ | ------------- |
| Campeonato Sudamericano 1949 | Brasil | Quinto puesto |

## Estadísticas

### Clubes
| Club      | País  | Año       |
| --------- | ----- | --------- |
| Colo-Colo | Chile | 1944-1952 |

## Palmarés

### Campeonatos nacionales
| Título                  | Club      | País  | Año  |
| ----------------------- | --------- | ----- | ---- |
| Primera División        | Colo-Colo | Chile | 1944 |
| Campeonato de Campeones | Colo-Colo | Chile | 1945 |
| Primera División        | Colo-Colo | Chile | 1947 |